# Iembàievo
Iembàievo (en rus: Ембаево) és un poble de l'óblast de Tiumén, a Rússia. El 2021 tenia 3.944 habitants.